# Festa in casa Muppet
Festa in casa Muppet (The Muppet Christmas Carol) è un film del 1992 diretto da Brian Henson.
Oltre ai ruoli interpretati dagli attori umani, sono presenti nel film alcuni dei Muppet, i pupazzi del Muppet Show.
Il film è un'interpretazione fantastica del racconto Canto di Natale di Charles Dickens, nel cui ruolo da protagonista, Ebenezer Scrooge, si trova l'attore britannico Michael Caine. In generale il film segue l'opera originale di Dickens ma con alcune differenze, la principale è che qui i soci di Scrooge sono due e non uno.

## Trama
Il film, tratto dal romanzo di Charles Dickens, racconta la storia di un uomo troppo avaro chiamato Ebenezer Scrooge, che, a causa della sua avidità, si ritrovò a cambiare il suo carattere con i suoi fantasmi del Natale Passato, Presente e Futuro.

## Personaggi
Nel ruolo dei personaggi della storia sono stati scelti i seguenti Muppet:
- Kermit la Rana: Bob Cratchit, dipendente di Scrooge che riceve un misero stipendio.
- Gonzo: Charles Dickens, ovvero il narratore della storia.
- Rizzo il Ratto: compagno di Dickens nella narrazione.
- Statler e Waldorf: Jacob e Robert Marley, i soci deceduti di Scrooge.
- Miss Piggy: Emily Cratchit, moglie di Bob.
- Robin: Tiny Tim, figlio malato di Bob Ctrachit.
- Fozzie l'Orso: Fozziewig, primo capo sul lavoro di Scrooge.
- Dott. Bunsen Honeydew e Beaker: uomini che raccolgono offerte per aiutare i poveri.
- Sam l'aquila: vecchio preside della scuola del giovane Scrooge.